# Nhân quyền tại Myanmar
Nhân quyền tại Myanmar là một vấn đề lo ngại trong cộng đồng quốc tế. Chế độ quân sự tại Myanmar là một trong những chế độ đàn áp mạnh nhất thế giới.
Một vài tổ chức nhân quyền quốc tế như Tổ chức Theo dõi Nhân quyền, Ân xá Quốc tế, và Hiệp hội Thúc đẩy Khoa học Hoa Kỳ thường chỉ trích chính quyền quân trị Myanmar vi phạm nhân quyền. Tại Myanmar, ngành tư pháp không độc lập, chính quyền hạn chế truy cập internet thông qua kiểm duyệt và chặn truy cập. Lao động cưỡng bức, nạn buôn người, nhất là trẻ em khá phổ biến.
Tuy nhiên, kể từ sau khi chính quyền dân sự thay thế chính quyền quân sự ở Myanmar năm 2011, tình hình nhân quyền ở Myanmar đã được đi lên đáng kể. Tổng thống U Thein Sein đã ban hành lệnh trả tự do cho những nhà hoạt động chính trị và chấm dứt đàn áp, đồng thời mở cửa trở lại cho báo chí tư nhân. Tuy vậy, các tổ chức nhân quyền quốc tế vẫn thất vọng về tình trạng xung đột tôn giáo giữa người theo Phật giáo đa số ở Myanmar và người Hồi giáo thiểu số, bất chấp đã có những lời khen ngợi về chính quyền dân sự mới ở Myanmar.